# کازونوبو مینه
کازونوبو مینه (انگلیسی: Kazunobu Mineta؛ زادهٔ ۱۰ دسامبر ۱۹۷۷) خواننده-ترانه‌پرداز اهل ژاپن است.